# Chery A5
La Chery A5 (ribattezzata Chery Cowin 3 dal 2010) è un'autovettura prodotta dal 2006 al 2013 dalla casa automobilistica cinese Chery Automobile.

## Storia
La Chery A5 è stata la prima berlina di classe media (segmento C) progettata in modo indipendente dalla Chery. Il progetto venne varato ad inizio degli anni 2000 e durò circa 5 anni. Il compito della nuova vettura (codice progettuale A21) era quello di raccogliere l’eredità della vecchia Chery Fulwin che altro non era che una Seat Toledo di prima generazione prodotta su licenza dal 1996. 
Il pianale di base era una profonda evoluzione di quello della vecchia Fulwin, la Lotus Engineering si occupo di riprogettare la parte delle sospensioni. La scocca era tutta nuova mentre la gamma motori venne sviluppata dalla neonata Chery Powertrain insieme alla AVL (nacquero così i nuovi propulsori Acteco). Nel 2005 venne svelata la vettura in forma di prototipo semi definitivo ribattezzata A21 (il nome del progetto) e solo nel 2006 debutta il modello di produzione denominato Chery A5. 
La vettura era destinata al mercato cinese e alcuni mercati emergenti asiatici, per l’export infatti la Chery aveva già varato un secondo progetto studiato con Pininfarina che diventerà la berlina A3. 
Lunga 4,55 metri la A5 esteticamente richiama la Nissan Maxima americana serie 2003, possiede un abitacolo a 5 posti e motori benzina da 1.6 litri, 1.8 litri e 2,0 litri a quattro cilindri. Di serie tutti i modelli disponevano di doppio airbag frontale, ABS ed EBD e venne introdotto optional anche il controllo di stabilità e di trazione. La scocca era realizzata con acciai ad alta resistenza da 400 MPa nella zona frontale e con acciai a deformazione programmata nel restante della cellula dell’abitacolo. La vettura era molto economica in quanto la si voleva posizionare ad un prezzo concorrenziale in Cina per andare a competere direttamente contro i modelli Volkswagen fabbricati dalla FAW e dalla SAIC. 
Il telaio a trazione anteriore possedeva sospensioni anteriori a ruote indipendenti McPherson e posteriori indipendenti Multilink a quattro bracci. I freni anteriori erano a disco ventilati e i posteriori a disco. 
Nel 2008 dopo il lancio della A3, più costosa ma anche più moderna, venne introdotto sull’A5 il motore base 1.5 16V Acteco benzina da 109 cavalli abbinato al cambio manuale a 5 rapporti al fine di abbassare i prezzi di listino.

## Versioni ibride

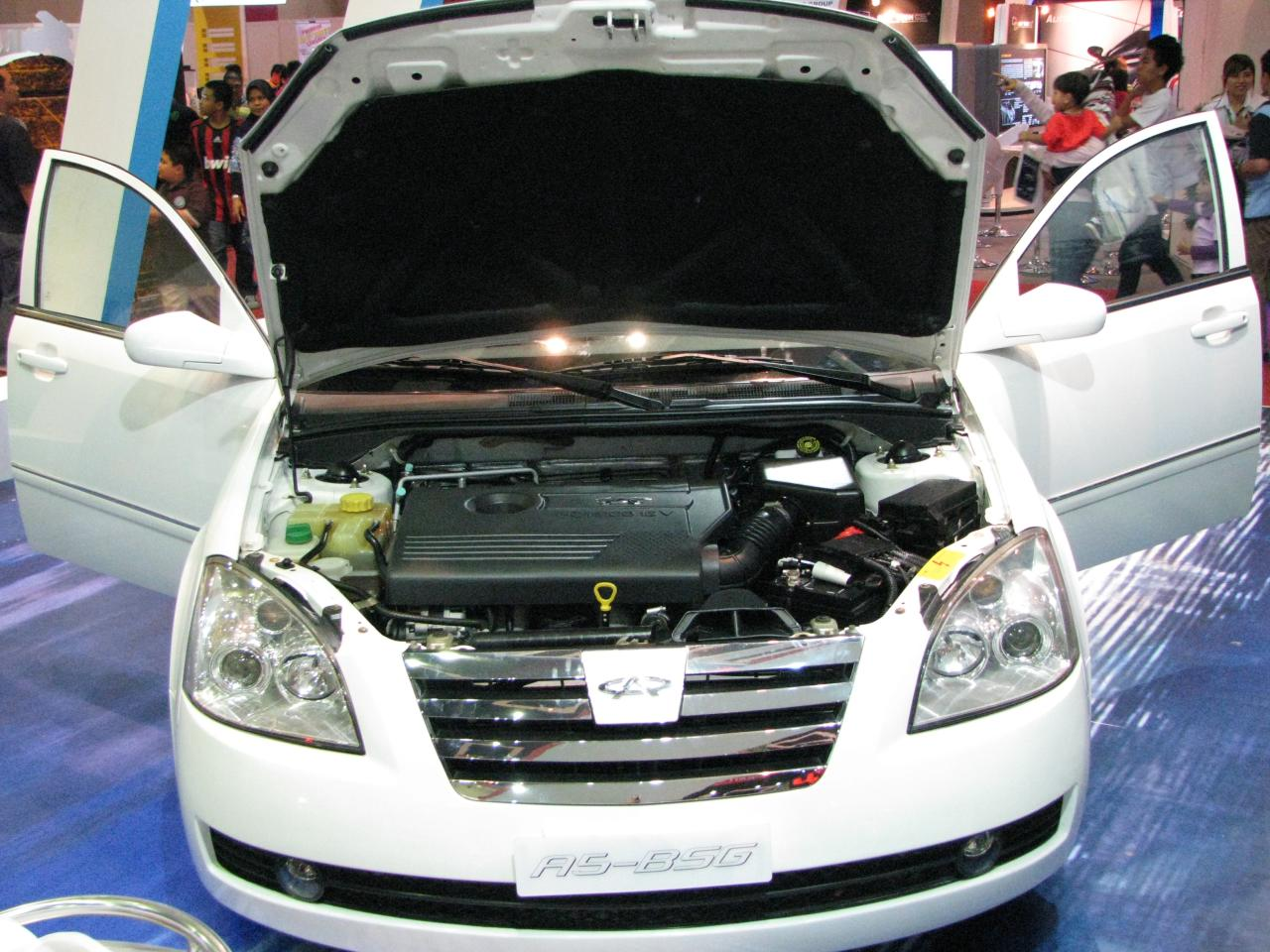
Chery A5 Hybrid BSG

Poco dopo il debutto la casa annuncia due versioni ibride che saranno prodotte a partire dal 2008. 
La prima è di tipo mild hybrid BSG equipaggiata con un motore 1.6 16 valvole benzina con cambio manuale a 5 rapporti e abbinato al sistema Belt driven Starter Generator a 48 Volt che tramite un alternatore/generatore-starter azionato a cinghia aiuta il motore termico nelle fasi di minor efficienza, inoltre è presente il sistema start e stop. 
La seconda è di tipo Hybrid ISG (Integrated Starter Generator), sviluppata da Ricardo, con tecnologia a 48 Volt che tramite un motore elettrico sincrono a magneti permanenti, posizionato tra motore termico (1.3 benzina) e cambio (manuale a 5 rapporti), funge da motorino di avviamento e di alternatore/generatore in modo da assistere il motore termico e ricaricare la batteria in frenata. Il motore elettrico fornisce 15 kW di potenza e 220 Nm di coppia al motore termico ed è abbinato allo start & stop. La pompa dell’acqua e il compressore del climatizzatore vengono azionati elettricamente dal sistema a 48 volt. La batteria è posizionata dietro lo schienale dei sedili posteriori.